# テックステップ
テックステップ (techstep) は、エレクトロニック・ミュージックのジャンルであるドラムンベースのダークなサブジャンルの1つであり、1990年代後期に人気を集めた。

## 様式
テックステップは、ダークでSF的な雰囲気、ほぼシンセサイズまたはサンプリングされた音源に限っての使用、インダストリアルやテクノの影響、そして一部のライターが「クリニカルな」サウンドと表現するものに特徴づけられる。
テックステップは、テクノとある程度関連をもつ。サンプル、ブリープ音、ビチャビチャいう音などの抽象的な人工ノイズで高エネルギーのコラージュを作り出す手法は共通のものである。また、ここではエフェクト処理されていない楽器はめったに使用されない。同様に、自然主義的で人間らしいブレイクビーツよりもクオンタイズ（英語版）されたドラムマシン／パーカッションの音色が好まれる。しかしながら他の観点、特に音楽構造に関しては、テックステップは通常ドラムンベースの規範に忠実であり、「ドロップ」（英語版）を重要視する。テックステップでは、ベースに対する執念をジャングルでの低さや太さから音色の探究へと移し、アーティストは互いに誰よりも歪んで「ひねくれた」ベース音を競い合った。

## 来歴
テックステップは、1995年ごろジャングル (jungle) やハードステップ (hardstep) から発展した。このジャンル名は、テックステップのサウンドが方向付けられるきっかけとなった、エド・ラッシュ (Ed Rush) とトレース (Trace) の2人が造り出したものである。ここにおいて「テック」が指し示したのは、デトロイト・テクノ (Detroit techno) の洗練されたスタイルではなく、ベルギーで以前好まれていた、熱狂的で強烈なハードコアサウンドであった。テックステップは、ジャングルやドラムンベースに含まれた巨匠的／ポップな音楽的要素に対する一種の反発であった。このようなものは、「本物の」あるいは「初期の」ジャングルに対する不純物の添加と見られたのである。代わりに本ジャンルはR&Bの要素をほとんど剥ぎ取り、よりハードコアなサウンド、そして若者の反資本主義運動、『ブレードランナー』(Blade Runner) や『ロボコップ』(RoboCop) のようなディストピア映画などの思想的な影響力に置換した、シンプルで冷たい音に満たされた。
テックステップサウンドの原型の1つは、1995年にS.O.U.R.レコーディング (S.O.U.R. Recordings) からリリースされた、Tパワー (T-Power)「ミュータント・ジャズ」(Mutant Jazz) のDJトレース (DJ Trace) によるリミックスである。エド・ラッシュとニコ (Nico) が共同プロデュースで参加しているこのリミックスは、stepping beats、ならびに歪んだリース・ベース (Reese bassline) が特徴的である。これらはテックステップというジャンルの象徴的存在となる。
初期のテックステッププロデューサーの一部は、やがてニューロファンク (neurofunk) というスタイルへとサウンドを成熟させた。先駆者としては、トレース (Trace)、エド・ラッシュ & オプティカル (Ed Rush & Optical)、ニコ (Nico)、フィアース (Fierce)、ティービー (Teebee)、ドム & ローランド (Dom & Roland)、ドック・スコット (Doc Scott)、テクニカル・イッチ (Technical Itch) が挙げられる。レーベルでは、ムーヴィング・シャドウ (Moving Shadow)、メタルヘッズ (Metalheadz)、ノー・Uターン・レコーズ (No U-Turn Records)、エモーティフ (Emotif)、レネゲイド・ハードウェア (Renegade Hardware) が、このスタイルの発展に重要であった。
シーンはその後、エヴォル・インテント(Evol Intent)、エイペックス (Apex)、ブラック・サン・エンパイア (Black Sun Empire)、ドレッドノート (Dreadnought)、クルート (Klute)、ノイジア (Noisia)、フェイス (Phace)、スポア (Spor)、タイムコード (Timecode) といったアーティストが先導している。